# 특정지방교통선
특정지방교통선(特定地方交通線, Specified local lines)은 1980년 일본국유철도(JNR) 국철재건법에 따라 일본 국철이 폐쇄하도록 지정한 철도 노선이었다. 1983년부터 1990년 사이에 83개 노선이 모두 폐쇄되어 버스로 대체되거나 다른 철도회사로 이전되었다.

## 선정
일본국철 재건법(공식적으로는 일본 국철 관리 재건 촉진에 관한 특별 조치법, 1980년 법률 제111호) 제8조에서는 일본국철이 버스로 대체해야 하는 수익성이 없는 노선("특정 지선")을 지정하도록 지시했다. 정령으로 정한 특정 기준에 따라 운영된다.
다만, 운송 단위가 1일 4000개 미만이더라도 다음 요건을 충족하는 51개 구간은 폐기 대상에서 제외된다.
1. 피크 시간대의 승객 수는 편도 시간당 1000명이 넘는다.
2. 대체 도로가 부족하다.
3. 겨울철에는 눈으로 인해 10일 이상 대체도로를 이용할 수 없다.
4. 평균 사용 길이는 30km가 넘고, 교통 측정 단위는 하루 1000개가 넘는다.
5. 해당 라인이 화물 운송에 사용되는 경우, 화물 운송 측정 단위가 일일 운송 화물량 4,000톤을 초과하는 경우 운송되는 라인은 면제된다.

일본국철은 3단계에 걸쳐 83개 노선을 선정했다.

## 같이 보기
- 비칭 커츠
- 적자83선